# Hamda Ben Tijani
Répertoire
- Ghanyet al Andalous
- Othello
- Aïda
- Le fou de Leïla
- Œdipe roi
- Le Bossu
- Samson et Dalila
- L'Aiglon
- Antara
- Saladin
- Abdelmoumen Ben Ali
- Tajer Al Boundoukia
- Le Maréchal

Hamda Ben Tijani (arabe : حمدة بن تيجاني), de son vrai nom Mohamed Ben Tijani Ben Belgacem Ben Mohamed Ennajm Mouelhi, né le 10 décembre 1901 à Tunis et mort le 11 août 1983 à Tunis, est un acteur tunisien, principalement actif au théâtre.

## Biographie

### Jeunesse
Hamda Ben Tijani naît dans l'impasse Sidi Della située au sein du quartier de Bab Jedid à Tunis. Sa famille descend de la tribu des Ouled Ammar ; son arrière-grand-père ainsi que son grand-père exerçaient la fonction de notaires, en face de la mosquée El Halk à Bab Jedid, alors que son père est un artisan de mules traditionnelles ou balghas dans les souks.
À cause de la maladie de son père, le jeune Ben Tijani est contraint d'abandonner ses études à l'école de formation des enseignants et pratique le métier de son père dès l'âge de 18 ans.

### Premières troupes
Attiré par le théâtre, il assiste à plusieurs pièces, qui se jouent au Théâtre municipal de Tunis ou au Théâtre Rossini, avant d'intégrer la troupe de Béchir Kédidi, l'Association du progrès arabe (جمعية التقدم العربي). Avec elle, il interprète en 1926 deux rôles dans la pièce Ghanyet al Andalous (غانية الاندلس), jouée au Théâtre Ben Kamla, puis le rôle du père de Desdémone dans une interprétation d'Othello de William Shakespeare.
Après la dissolution de la troupe, le jeune acteur rejoint la Troupe du bonheur (جمعية السعادة) d'Abdeljélil Larnaout qui compte parmi ses membres, Béchir Rahal, Salah Zouaoui et Hamouda Mâali. Avec elle, il interprète des rôles dans plusieurs pièces dont Aïda (عايدة) et Le fou de Leïla (مجنون ليلى).

### Avenir théâtral
Ben Tijani rejoint ensuite le Théâtre Ben Kamla aux côtés d'Abderrazak Karabaka mais, épuisé par une cadence d'une pièce par semaine, il abandonne la troupe pour intégrer l'Avenir théâtral (المستقبل التمثيلي) dirigée par Mohamed Lahbib et Béchir Metheni.
Il a alors le privilège de partager la scène avec Habiba Msika dans Le Bossu (الأحدب), Samson et Dalila dans le rôle de Samson et L'Aiglon (النسر الصغير) dans le rôle du commandant Flambo. En 1930, Ben Tijani doit participer à la pièce Aïda mais les préparatifs sont stoppés à la suite de la mort tragique de Msika qui devait jouer le rôle principal. À partir de 1933, sous la direction de Georges Abiadh, il participe à plusieurs pièces dont Œdipe roi (أوديب الملك) dans le rôle de Carillon, Louis XI dans le rôle du prêtre français ou encore Le sabre d'Otoroli.

### Troupe du théâtre arabe
Une autre étape de sa carrière débute avec la Troupe du théâtre arabe dirigé par Mohamed Ouertani, avec qui il joue dans Antara, Saladin, Abderrahmane Ennaceur mais aussi Abdelmoumen Ben Ali — suspendue par le résident général — et La lame du sabre (حد السيف).
Sur instructions du Cheikh El Médina, les troupes du Théâtre arabe, de l'Avenir théâtral et l'Association du théâtre fusionnent pour donner naissance à l'Union théâtrale (الأتحاد المسرحي) ; Ben Tijani participe dès 1936 à plusieurs pièces.

### Al Kawkeb ettamthili
Par la suite, il rejoint une autre troupe, Al Kawkeb ettamthili (الكوكب التمثيلي), placée sous la direction de Mohamed Lahbib ; une troupe qui compte parmi ses membres Mohamed Agrebi, Hmida Ben Mansour, Mohamed Meddeb, Zine El Abidine Doggaz, Salah Mehdi, Mohamed Darragi, Hamadi Ben Saâd ou Hédi Semlali.
Entre 1942 et 1943, Hamda Ben Tijani joue dans presque toutes les pièces dont Aïda aux côtés de Fethia Khaïri, Mejnoun Leïla, Arrachid Al Jaafar, Al Wathek Bellah al Hafsi, Abdelbassat, Haroun Arrachid et Jaâfar Al Barmaki mais également La chute de Grenade, Al Mansour Ibn Ali Ameur, Ziadatou Allah al Aghlabi ou encore Salaheddine El Ayoubi.

### Troupe de la ville de Tunis
Son intégration en 1953 dans la troupe de la ville de Tunis constitue un autre tournant dans sa carrière. Il joue dans de nombreuses pièces dont Tajer Al Boundoukia (تاجر البندقية) sous la direction de Zéki Touleïmat, où il incarne le rôle du marchand de Venise, et Chahata (شحاتة) de Mahmoud Bayrem Ettounsi.
Après une période d'absence, où il quitte le théâtre pour reprendre son métier initial, il remonte sur les planches avec la même troupe sous la direction de Hamadi Batikh en 1955-1956. Il apparaît dans plusieurs pièces dont Le prix de la liberté, Les mains sales, La révolte des pauvres, Abderahmane Ennacer, Sophonisbe et Appelez-moi professeur puis, en 1960, la pièce Mejnoun Leïla sous la direction de Hassen Zmerli. Par la suite, il joue le rôle du roi dans Ahl el kahf et le rôle du pacha dans Alliss, tous deux des textes de Tawfiq al-Hakim.
En 1967, Aly Ben Ayed lui attribue le rôle du maréchal Ammar dans la pièce Le Maréchal, le seul rôle comique de sa carrière mais qui se révèle un succès public de grande envergure : elle est jouée près de 300 fois à travers la Tunisie et immortalisée par son enregistrement et sa diffusion sur les écrans de la télévision tunisienne.

### Télévision
Il joue également dans quelques séries télévisées dont El Kadhaya de Hédi Besbès puis dans Chacun sait comment éduquer sa fille, aux côtés de Jélila Borhane et Jamila Ourabi de la série Hkeyet Abdelaziz El Aroui de Habib Jomni, Nabil Bessaïda et Salem Sayadi.

## Hommages
En 2012, la Poste tunisienne émet un timbre à l'effigie de Hamda Ben Tijani

## Sources
- Tahar Melligi, « Hamda Ben Tijani, l'inimitable Maréchal Ammar », La Presse de Tunisie, 17 juillet, 24, 31 juillet et 7 août 2006.